# Sergio Dourado
Sérgio Dourado Lopes (1930 – janeiro de 2018) foi um corretor de imóveis e empresário carioca que durante muitos anos, através da empresa corretora de imóveis Sérgio Dourado Empreendimentos Imobiliários Ltda., dominou o mercado de imóveis no Rio de Janeiro.
Notório nos anos 70, foi citado por Tom Jobim: "A gente só vê Sergio Dourado / Onde antes se via o Redentor" na música Carta do Tom, em resposta à canção Carta ao Tom 74, de Toquinho e Vinicius de Moraes. O empresário também é citado na música Nome aos Bois, dos Titãs, pelas controvérsias relacionadas à especulação imobiliária.
Suas atividades no ramo imobiliário foram alvo de polêmicas e protestos. No início dos anos 80 sua empresa enfrentou sérias dificuldades e acabou encerrando suas atividades.